# Scream (singel TVXQ)
SCREAM – trzydziesty ósmy singel południowokoreańskiego zespołu TVXQ, wydany w Japonii 4 września 2013 roku przez Avex Trax. Został wydany w trzech edycjach: regularnej CD, limitowanej CD+DVD oraz „Bigeast”. Osiągnął 2 pozycję w rankingu Oricon i pozostał na liście przez 9 tygodni, sprzedał się w nakładzie 145 628 egzemplarzy w Japonii. Singel zdobył status złotej płyty.
Tytułowy utwór został wykorzystany jako piosenka przewodnia filmu Sadako 3D 2.

## Lista utworów

### CD
| CD | CD                           | CD     | CD                        | CD          | CD      |
| Nr | Tytuł utworu                 | Tekst  | Kompozycja                | Aranżacja   | Długość |
| -- | ---------------------------- | ------ | ------------------------- | ----------- | ------- |
| 1. | „SCREAM”                     | H.U.B. | hitchhiker                | hitchhiker  | 3:48    |
| 2. | „Disvelocity”                | H.U.B. | Anders Grahn, Emil Carlin | Emil Carlin | 4:09    |
| 3. | „SCREAM ~the other side mix” | H.U.B. | hitchhiker                | hitchhiker  | 3:56    |
| 4. | „SCREAM” (Less Vocal)        |        | hitchhiker                | hitchhiker  | 3:48    |
| 5. | „Disvelocity” (Less Vocal)   |        | Anders Grahn, Emil Carlin | Emil Carlin | 4:09    |

- CD-EXTRA: Jacket Making Movie

### CD+DVD
| CD | CD                         | CD     | CD                        | CD          | CD      |
| Nr | Tytuł utworu               | Tekst  | Kompozycja                | Aranżacja   | Długość |
| -- | -------------------------- | ------ | ------------------------- | ----------- | ------- |
| 1. | „SCREAM”                   | H.U.B. | hitchhiker                | hitchhiker  | 3:48    |
| 2. | „Disvelocity”              | H.U.B. | Anders Grahn, Emil Carlin | Emil Carlin | 4:09    |
| 3. | „SCREAM” (Less Vocal)      |        | hitchhiker                | hitchhiker  | 3:48    |
| 4. | „Disvelocity” (Less Vocal) |        | Anders Grahn, Emil Carlin | Emil Carlin | 4:09    |

| DVD | DVD                                    | DVD     |
| Nr  | Tytuł utworu                           | Długość |
| --- | -------------------------------------- | ------- |
| 1.  | „SCREAM” (Video Clip)                  |         |
| 2.  | „SCREAM (Video Clip) - Off Shot Movie” |         |

## Notowania
| Lista                             | Pozycja |
| --------------------------------- | ------- |
| Oricon Weekly Singles Chart       | 2       |
| Oricon Yearly Singles Chart       | 47      |
| Billboard Japan Hot 100           | 2       |
| Billboard Japan Top Singles Sales | 2       |